# Пфистер, Фил
Фил Пфистер (род. 15 мая 1971 года в Чарлстоне) — бывший американский силач, сильнейший человек мира 2006 года. Он стал первым американцем, выигравшим титул со времён Билла Казмайера в 1982 году.

## Биография
До 2006 года предыдущими лучшими результатами Пфистера в World’s Strongest Man были четвёртое место в 1998 году и аналогичный результат в 2001 году. Он занял четвёртое место в турнирах 2007 и 2008 годов и был седьмым в 2009 году.
Заняв четвёртое место в упражнении Столпы Геркулеса 2001 году, Пфистер заявил, что он вернёт титул «Самый сильный человек в мире» в США. Он показал также хороший результат в Камнях Атласа, но не смог обойти в финале скандинавских конкурентов, которые в том году заняли подиум: норвежец Свен Карлсен, швед Магнус Самуэльсон и финн Янне Виртанен соответственно. Пфистер также занял призовое место в Arnold Strongman Classic, когда в 2002 году завоевал бронзу.
Уйдя со спорта после турнира 2009 года, Пфистер стал комментатором турнира World’s Strongest Man на ESPN2, работал вместе с Биллом Казмайером и Тоддом Харрисом.
В повседневной жизни Пфистер работал пожарным. В настоящее время проживает в Чарлстоне, Западная Виргиния, с сыном Вайаттом. Он снялся в фильме «Честь дракона» (2005) в роли второго плана. 17 апреля 2008 года он участвовал в шоу «Кто умнее пятиклассника?» и выиграл 25000 долларов.